# Alicia Banit
Alicia Banit es una actriz y bailarina australiana, más conocida por haber interpretado a Katrina "Kat" Karamako en Dance Academy.

## Biografía
Alicia baila desde los cuatro años. Se entrenó en ballet clásico, tap, hip-hop, funk y jazz en el Thelma Williams School of Dance en Melbourne, Victoria.

## Carrera
En 1998 apareció en la película Dead Letter Office donde interpretó a Alice de pequeña.
En 2007 se unió al elenco de la serie Summer Heights High donde interpretó a Kaitlyn hasta la cancelación de la serie ese mismo año.
En 2008 apareció como invitada en la serie australiana Neighbours donde interpretó a la joven Sharni Hillman, quien termina besando a Declan Napier a pesar de saber que tenía novia. Anteriormente había aparecido por primera vez en la serie el 19 de octubre de 2006 donde interpretó a la joven Madison Sullivan, quien se siente atraída por Zeke Kinski durante el episodio "The Russian Aways Clings Twice".
Ese mismo año apareció como invitada en la serie policíaca Rush donde interpretó a Rose Parker.
En 2009 apareció en la primera temporada de la serie Tangle donde interpretó a Leah.
En 2010 se unió al elenco principal de la serie Dance Academy donde interpretó a la bailarina Katrina "Kat" Karamakov, hasta el final de la serie en 2013.

## Filmografía

### Series de televisión
| Año             | Título              | Personaje               | Notas                        |
| --------------- | ------------------- | ----------------------- | ---------------------------- |
| 2018 - presente | We Were Tomorrow    | Siena Woodlands         | -                            |
| 2018            | Olivia Newton-John  | Chloe Lattanzi          | ep. #1.2 - miniserie         |
| 2017            | Trip for Biscuits   | Lola                    | 2 episodios                  |
| 2016            | Upper Middle Bogan  | Jodi                    | episodio "If You Knew Susie" |
| 2010 - 2013     | Dance Academy       | Katrina "Kat" Karamakov | 65 episodios                 |
| 2009            | Tangle              | Leah                    | 6 episodios                  |
| 2007, 2009      | As the Bell Rings   | Amber                   | 2 episodios                  |
| 2008            | Neighbours          | Sharni Hillman          | 3 episodios                  |
| 2008            | Rush                | Gemma Parker            | episodio # 1.8               |
| 2007            | Summer Heights High | Kaitlyn                 | 7 episodios                  |
| 1995            | Halifax f.p.        | Joven Jane              | episodio "Hard Corps"        |

### Películas
| Año  | Título                   | Personaje               | Notas                                                                                              |
| ---- | ------------------------ | ----------------------- | -------------------------------------------------------------------------------------------------- |
| 2017 | Dance Academy: The Movie | Katrina "Kat" Karamakov | junto a Xenia Goodwin, Jordan Rodrigues, Keiynan Lonsdale, Dena Kaplan, Tara Morice y Thomas Lacey |
| 1998 | Dead Letter Office       | Joven Alice             | junto a Tess Mornana, Nicholas Bell y Mariette Carey                                               |

### Presentadora
| Año  | Programa | Notas                                                   |
| ---- | -------- | ------------------------------------------------------- |
| 2010 | Studio 3 | co-presentadora - junto a Kayne Tremills y Amberly Lobo |